# Danh sách Etude của Chopin

## Danh sách các Etude

### Các Etude Op.10
1. Etude Op 10 số 1: Waterfall (Thác nước). Etude được viết ở cung Đô trưởng.
2. Etude Op 10 số 2: Chromatique (Âm giai bán cung). Etude được viết ở cung La thứ.
3. Etude Op 10 số 3: Tristesse (Nỗi buồn). Etude được viết ở cung Mi trưởng.
4. Etude Op 10 số 4: Torrent (Giòng nước lũ). Etude được viết ở cung Đô thăng thứ.
5. Etude Op 10 số 5: Black keys (Các nốt đen). Etude được viết ở cung Sol giáng trưởng.
6. Etude Op 10 số 6: Lament (Than thở). Etude được viết ở cung Mi giáng trưởng.
7. Etude Op 10 số 7: Toccata (Bản nhạc được viết để người chơi thể hiện kỹ thuật và cảm xúc). Etude được viết ở cung Đô trưởng.
8. Etude Op 10 số 8: Sunshine (Ánh dương). Etude được viết ở cung Fa trưởng.
9. Etude Op 10 số 9: được viết ở cung Fa thứ.
10. Etude Op 10 số 10: được viết ở cung La giáng trưởng.
11. Etude Op 10 số 11: Arpeggio (Hợp âm rải). Etude được viết ở cung Mi giáng trưởng.
12. Etude Op 10 số 12: Revolutionary (Cách mạng). Etude được viết ở cung Đô thứ.

### Các Etude Op.25
1. Etude Op 25 số 1: Aeolian harp (Đàn hạc gió) hay còn có tên là Shepherd boy (Cậu bé chăn cừu). Etude được viết ở cung La giáng trưởng.
2. Etude Op 25 số 2: The bees (Những con ong). Etude được viết ở cung Fa thứ.
3. Etude Op 25 số 3: The horseman (Nhân mã). Etude được viết ở cung Fa trưởng.
4. Etude Op 25 số 4: Paganini (Paganini). Etude được viết ở cung La thứ.
5. Etude Op 25 số 5: Wrong notes (Những nốt nhạc sai). Etude được viết ở cung Mi thứ.
6. Etude Op 25 số 6: Thirds (Bậc ba hay Quãng ba). Etude được viết ở cung Sol giáng thứ.
7. Etude Op 25 số 7: Cello (Trung vĩ cầm). Etude được viết ở cung Fa thứ.
8. Etude Op 25 số 8: Sixths (Bậc sáu hay quãng sáu). Etude được viết ở cung Rê giáng trưởng.
9. Etude Op 25 số 9: Butterfly (Con bướm). Etude được viết ở cung Sol giáng trưởng.
10. Etude Op 25 số 10: Octave (Bậc tám hay quãng tám). Etude được viết ở cung Si thứ.
11. Etude Op 25 số 11: Winter wind (Gió mùa đông). Etude được viết ở cung La thứ.
12. Etude Op 25 số 12: Ocean (Biển cả). Etude được viết ở cung Đô thứ.